# Дні і ночі (фільм, 1944)
«Дні і ночі» (рос. Дни и ночи) — радянський художній фільм, знятий режисером Олександром Столпером на кіностудії «Мосфільм» в 1944 році. Екранізація однойменної повісті Костянтина Симонова. Перша радянська ігрова картина про Сталінградську битву. Фільм вийшов на екрани в 1944 році.

## Сюжет
Фільм про один з епізодів Сталінградської битви в роки Німецько-радянської війни, розповідається про мужність і героїзм радянських солдатів захисників Сталінграда. Батальйон, яким командує капітан Сабуров, перекинутий на правий берег Волги для поповнення рядів Червоної Армії, які обороняли Сталінград. Бійці Сабурова в лютій атаці вибивають фашистів з трьох будівель, що вклинилися в оборону радянської армії. Починаються дні і ночі героїчного захисту будинків, що стали неприступними для ворога.

## У ролях
- Володимир Соловйов — капітан Олексій Іванович Сабуров
- Данило Сагал — капітан Ванін
- Юрій Любимов — начальник штабу Міша Масленников
- Анна Лисянська — Аня Клименко
- Лев Свердлін — генерал Проценко
- Михайло Державін — командувач Армією, Петро Сергійович Матвєєв
- Анатолій Алексєєв — Петя
- Віктор Ключарєв — полковник Ремізов
- Павло Герага — командувач фронтом
- Георгій Куровський — Єгор Андрійович
- Ксенія Тарасова — жінка з дітьми
- Федір Іванов — солдат
- Андрій Мартинов — солдат
- Євген Моргунов — солдат
- Василь Галактіонов — начштабу

## Знімальна група
- Режисер — Олександр Столпер
- Сценарист — Костянтин Симонов
- Оператор — Євген Андріканіс
- Композитор — Микола Крюков
- Художники — Сергій Воронков, Моріц Уманський